# Delirium Café
Le Delirium Café est un bar situé à Bruxelles, en Belgique, réputé pour l'étendue de sa carte de bières.

## Description

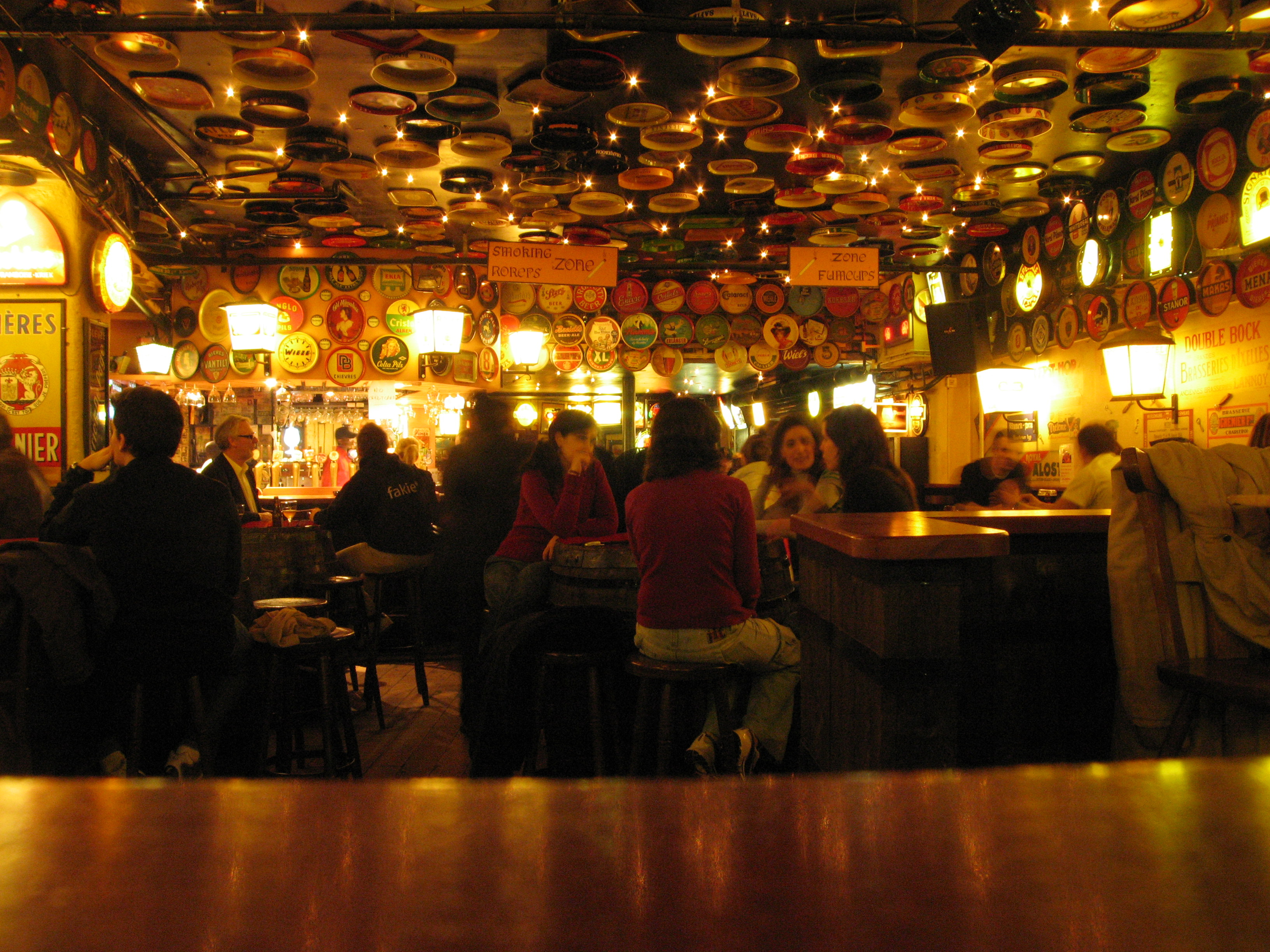
Intérieur du café.

L'établissement est fondé en décembre 2003 par Joël Pêcheur,, Fabienne Charles et Jean De Laet. Un mois plus tard, il est enregistré par le livre Guinness des records comme étant l'établissement proposant le plus de marques de bière différentes au monde (en l'occurrence 2004, importées de plus de 60 pays différents),. Au milieu des années 2000, le bar vend 1 500 hl de bière par an.
Le bar est situé dans une petite impasse près de la Grand-Place, appelée Impasse de la Fidélité (Getrouwheidsgang). La statue de la Jeanneke Pis se trouve de l'autre côté de la rue.
Le nom du bar reprend celui de la bière Delirium Tremens (produite par la Brasserie Familiale Huyghe), avec laquelle elle partage le symbole : un éléphant rose.

## Franchise
Il existe 22 bars en France ( Compiègne, Le Mans, Nantes, Orléans, Tours, Toulouse, Brest, Rouen, Strasbourg, Clermont-Ferrand, Nancy, Amiens, Angers, Reims, Rennes, Lille, Caen, Montpellier, Dijon, Lorient, Perpignan, Saint-Étienne), 4 à Tokyo (Japon), 2 au Brésil, 2 en Italie (Bergame et Rome), 2 en Belgique (Bruxelles et Andenne), 1 aux Pays-Bas, 1 en Allemagne, 1 en Autriche, 1 au Portugal et 1 en Malaisie.